# Відкритий чемпіонат Франції з тенісу 2003
Відкритий чемпіонат Франції з тенісу 2003  — тенісний турнір, що проходив на відкритому повітрі на ґрунтових кортах Стад Ролан Гаррос у Парижі з 26 травня по 8 червня 2003 року. Це був 102 Відкритий чемпіонат Франції, другий турнір Великого шолома в календарному році.
Переможці минулого року в одиночному розряді Альберт Коста та Серена Вільямс програли в півфіналах Хуану Карлосу Ферреро та Жустін Енен-Арденн, відповідно. Карлос Ферреро та Енен-Арденн стали цьогорічними чемпіонами.

## Результати фінальних матчів

### Дорослі
| Одиночний розряд. Чоловіки (Докладніше)        |                                      |                  |
| Хуан Карлос Ферреро                            | Мартін Веркерк                       | 6–1, 6–3, 6–2    |
|                                                |                                      |                  |
| Одиночний розряд. Жінки                        |                                      |                  |
| Жустін Енен-Арденн                             | Кім Клейстерс                        | 6–0, 6–4         |
| Для Енен-Арденн титул став першим із чотирьох. |                                      |                  |
| Парний розряд. Чоловіки (Докладніше)           |                                      |                  |
| Майк Браян Боб Браян                           | Паул Гаргейс Євген Кафельніков       | 7–6, 6–3         |
|                                                |                                      |                  |
| Парний розряд. Жінки                           |                                      |                  |
| Кім Клейстерс Ай Сугіяма                       | Вірхінія Руано Паскуаль Паола Суарес | 6–7(5), 6–2, 9–7 |
|                                                |                                      |                  |
| Мікст                                          |                                      |                  |
| Ліза Реймонд Майк Браян                        | Олена Лиховцева Магеш Бгупаті        | 6–3, 6–4         |
|                                                |                                      |                  |

### Юніори
| Одиночний розряд. Хлопці                  |                                   |               |
| Станіслас Вавринка                        | Браян Бейкер                      | 7–5, 4–6, 6–3 |
|                                           |                                   |               |
| Одиночний розряд. Дівчата                 |                                   |               |
| Анна-Лена Гренефельд                      | Віра Душевіна                     | 6–4, 6–4      |
|                                           |                                   |               |
| Парний розряд. Хлопці                     |                                   |               |
| Дьйордь Балас Дуді Села                   | Каміл Капкович Ладо Чихладзе      | 5–7, 6–1, 6–2 |
|                                           |                                   |               |
| Парний розряд. Дівчата                    |                                   |               |
| Марта Фрага Перес Адріана Гонсалес Пеньяс | Катержина Бемова Міхаелла Крайчек | 6–0, 6–3      |
|                                           |                                   |               |